# Военный билет (Украина)

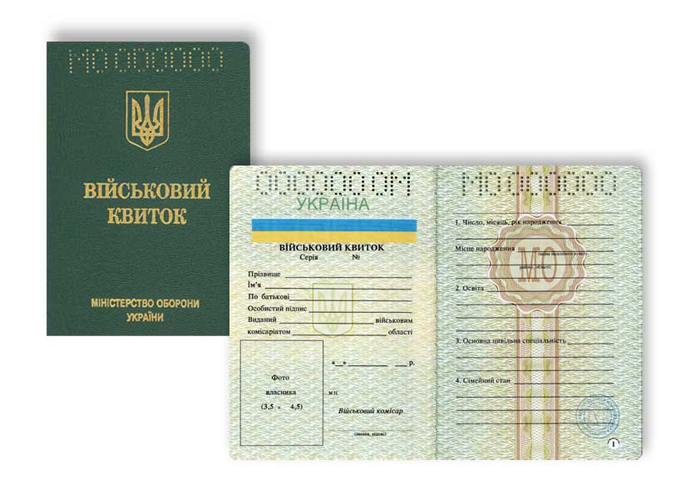
Военный билет Вооружённых сил Украины

Военный билет Вооружённых сил Украины (укр. Військовий квиток Збройних Сил України) — документ, содержащий информацию о фамилии, имени и отчестве (Ф.И.О.), дате и месте рождения призывника, военнослужащего или военнообязанного, а также содержит информацию об образовании, гражданской специальности и наличии спортивного разряда владельца, и:
- Фото;
- Решение призывной комиссии;
- Отметки о прохождении военной (альтернативной гражданской) службы, должность и ВУС;
- Воинское звание, классности по специальности;
- Государственные награды;
- Ранения и контузии;
- Перечень вооружения и технического имущества, закреплённых за военнослужащим;
- Информация по пребыванию в запасе;
- Информация о прохождении военных сборов;
- Антропометрические измерения (рост, окружность головы, размер противогаза, размер обмундирования, размер обуви;
- Отметки о приёме и снятии с воинского учёта.
- Отметка о принятии военной присяги или принесении обязательства. Делается отметка начальником штаба воинской части, следующего содержания: «К Военной присяге приведён», а также указываются число, месяц и год приведения (принесения).